# Estilo Luis XV

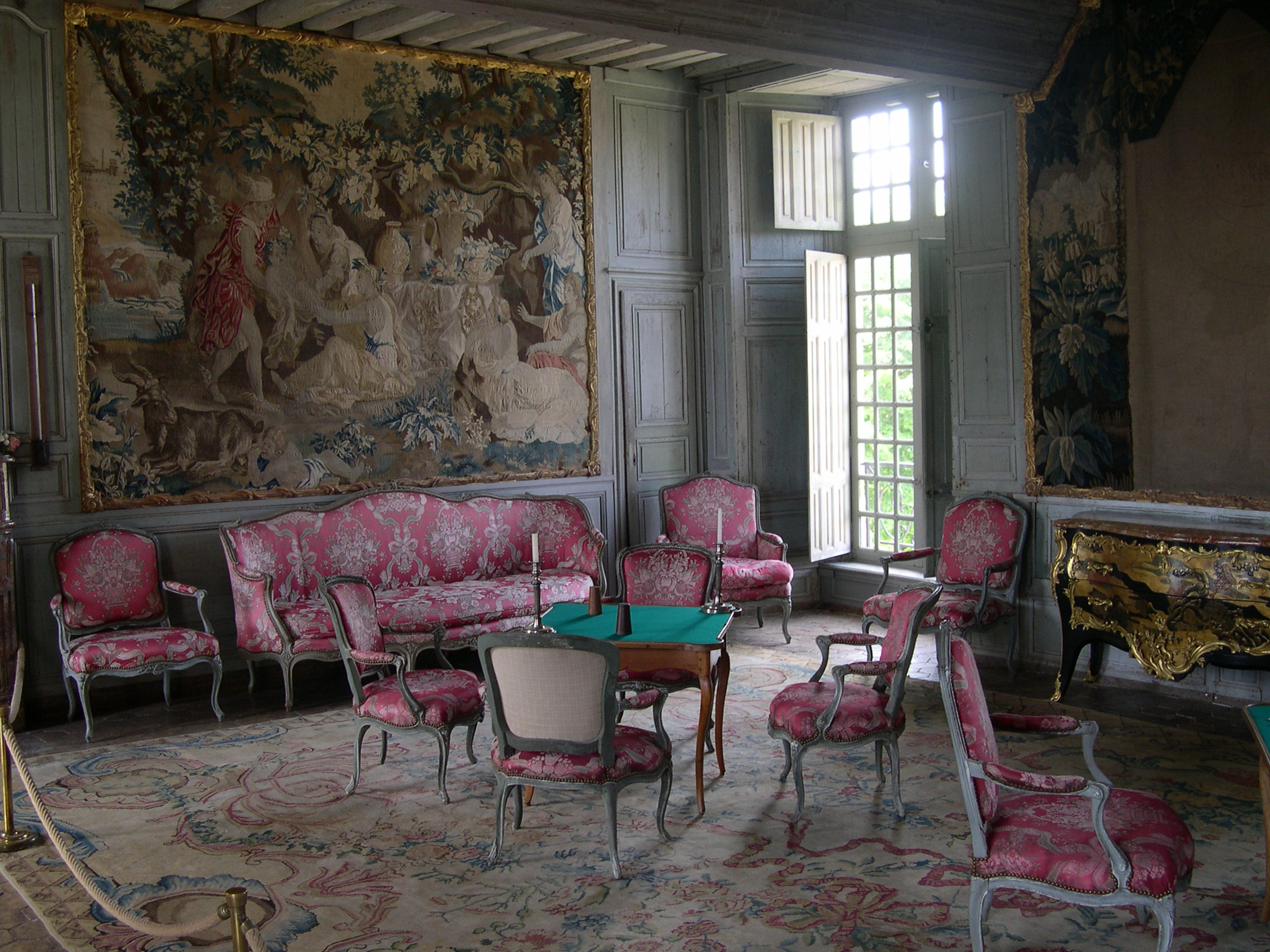
Salón Luis XV del castillo de Talcy.

Estilo Luis XV (en francés, Louis Quinze) es un estilo artístico, principalmente en el ámbito de las artes decorativas, que corresponde al reinado de Luis XV (1715-1774), que sigue a la Regencia de Felipe de Orleans (1715-1723), periodo para el que se utiliza la denominación "Estilo Regencia". Inicialmente la denominación "Estilo Luis XV" se refería a un tipo característico de sillas, pero enseguida se extendió a todas las artes de su época.
El estilo fue, pues, creación de los ebanistas, como resultado de un avance técnico mayor en la fabricación de sillas. El encaje perfecto de los ensamblajes y la resistencia de la madera permitía suprimir las gruesas entretoises, aligerar las carcasas y mejorar las patas.
Extendido a distintos aspectos de la decoración de interiores, especialmente cuando se trata de proyectos completos realizados por ornemanistes (decoradores), se identifica con el estilo arquitectónico denominado Rococó.
El denominado Estilo Pompadour o Estilo Transición (entre 1750 y 1774) se inspira en el de Luis XV, pero descarta los excesos decorativos de rocaille y anuncia la renovación clásica del Estilo Luis XVI.

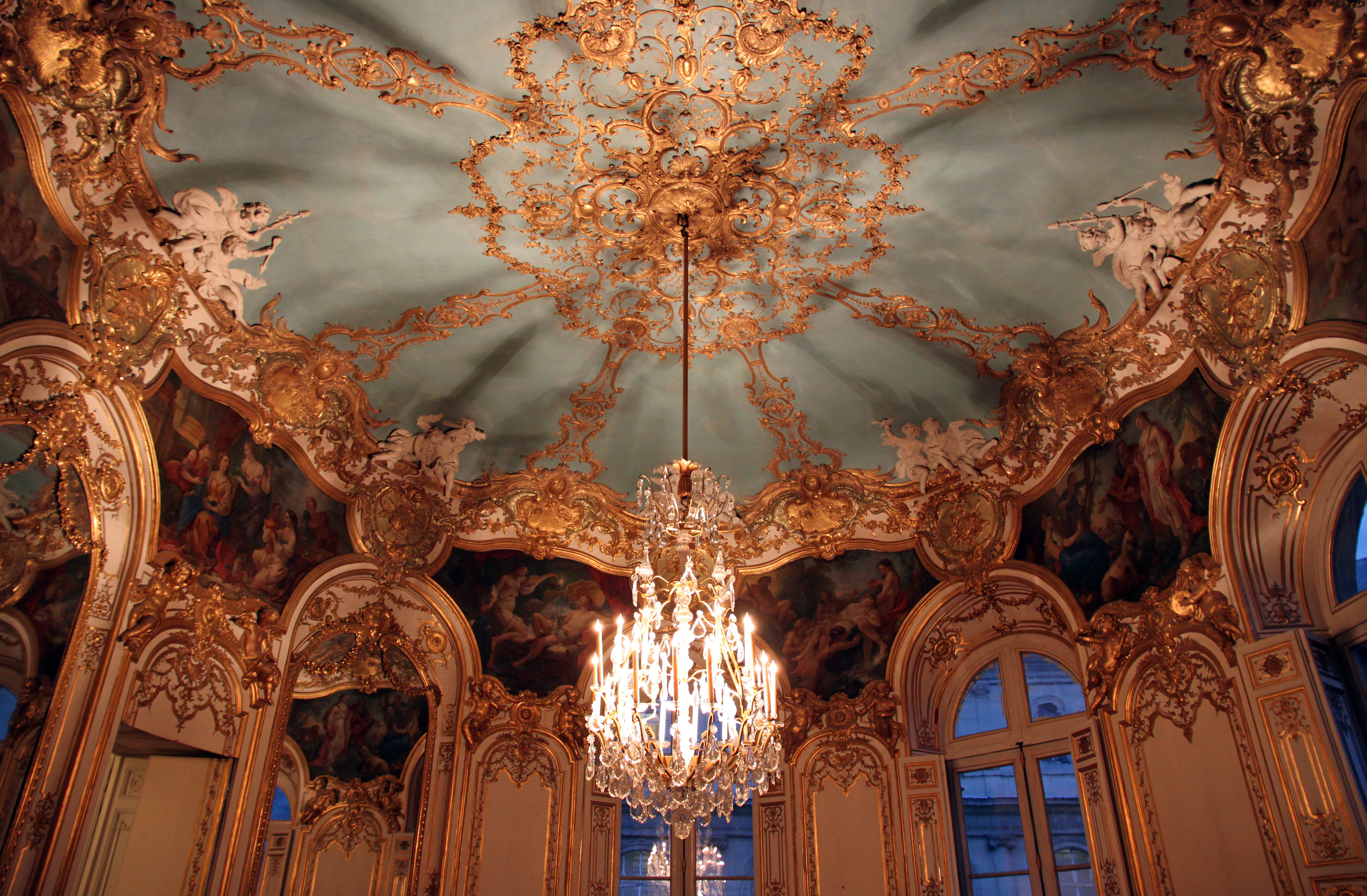
Decoración del hôtel de Soubise (París).

## Maestros (maîtres)
- Juste-Aurèle Meissonier

### Identificados con el "Estilo Transición"
- Pierre Garnier,[6] maestro en 1742.
- Claude-Charles Saunier,[7] maestro en 1752.
- René Dubois,[8] maestro en 1755, se le atribuye la invención del Bonheur du jour.[9]

- Jacques Dubois (ebanista)
- Louis Dubois (ebanista)

- Nicolas Petit[12] (1732-1791), maestro en 1761.
- Léonard Boudin,[13] maestro en 1761, se le atribuye la invención del bureau à cylindre.[14]
- Jean-Henri Riesener,[15] maestro en 1768, nacido en Alemania, pasó a Francia donde fue discípulo de Oeben, se convirtió en el mayor ebanista de su época, y continuó su actividad sobre todo bajo el estilo Luis XVI.
- Johannes Äbersold,[16] maestro en 1780, nacido en Berna, realizó su aprendizaje en París.